# Championnat de France masculin de volley-ball 1985-1986
Navigation
Saison précédente Saison suivante
Le Championnat de France de volley-ball Nationale 1A 1985-1986 a opposé les huit meilleures équipes françaises de volley-ball.

## Listes des équipes en compétition
| \| Asnières Cannes Fréjus Grenoble Montpellier Mulhouse Stade Français Sète \| Localisation des clubs engagés dans le championnat. |
| Asnières Cannes Fréjus Grenoble Montpellier Mulhouse Stade Français Sète                                                           |

| Asnières Sports |
| AS Cannes       |
| AMSL Fréjus     |
| AS Grenoble     |
| Montpellier UC  |
| US Mulhouse     |
| Arago de Sète   |
| Stade Français  |

## Formule de la compétition
- Pour préparer le Championnat du monde 1986 se déroulant en France, la Fédération française de volley-ball à décider de retirer les internationaux du championnat de France et de geler les descentes pour ne pas pénaliser leur club respectif.
- Phase régulière, les équipes se rencontrent en match aller/retour
- Les quatre premiers du classement se rencontrent en trois tournois (dit tournois des As) un classement est établi à l'issue des rencontres, les résultats de la saison régulière sont conservés.

## Saison régulière

### Classement
| # | Équipe              |
| 1 | AS Cannes           |
| 2 | AMSL Fréjus (P) (C) |
| 3 | Asnières Sports     |
| 4 | Montpellier UC      |
| 5 | Arago de Sète       |
| 6 | Stade Français      |
| 7 | US Mulhouse (P)     |
| 8 | AS Grenoble (T)     |

|     | Qualification pour les tournois des As 1986 |
| (T) | Tenant du titre 1985                        |
| (P) | Promu 1985                                  |
| (C) | Vainqueur de la Coupe de France             |

## Tournois des As

### Classement
| # | Équipe          | Pts | J  | G  | P | Sp | Sc | Ratio | Pp  | Pc  | Ratio |
| - | --------------- | --- | -- | -- | - | -- | -- | ----- | --- | --- | ----- |
| 1 | AS Cannes       | 22  | 12 | 10 | 2 | 33 | 15 | 2.2   | 643 | 535 | 1.202 |
| 2 | AMSL Fréjus     | 18  | 12 | 6  | 6 | 21 | 25 | 0.84  | 591 | 627 | 0.943 |
| 3 | Asnières Sports | 17  | 12 | 5  | 7 | 21 | 25 | 0.84  | 579 | 570 | 1.016 |
| 4 | Montpellier UC  | 15  | 12 | 3  | 9 | 17 | 28 | 0.607 | 520 | 601 | 0.865 |

### Résultats
- Dernier tournoi des As à Fréjus

## Tournois des petits As

### Classement
| # | Équipe         | Pts | J  | G | P | Sp | Sc | Ratio | Pp  | Pc  | Ratio |
| - | -------------- | --- | -- | - | - | -- | -- | ----- | --- | --- | ----- |
| 5 | Stade Français | 19  | 12 | 7 | 5 | 28 | 21 | 1.333 | 611 | 574 | 1.064 |
| 6 | US Mulhouse    | 18  | 12 | 6 | 6 | 24 | 26 | 0.923 | 609 | 600 | 1.015 |
| 7 | Arago de Sète  | 18  | 12 | 6 | 6 | 25 | 28 | 0.893 | 614 | 613 | 1.002 |
| 8 | AS Grenoble    | 17  | 12 | 5 | 7 | 23 | 25 | 0.92  | 535 | 582 | 0.919 |

### Résultats
- Dernier tournoi des petits As à Paris

## Bilan de la saison
| Qualifications européennes 1986-1987 |                                |
| Compétition                          | Qualifiés                      |
| Ligue des champions                  | AS Cannes                      |
| Coupe des vainqueurs de Coupes       | AMSL Fréjus                    |
| Coupe de la CEV                      | Asnières Sports Montpellier UC |

| Promotions et relégations |                      |
| Relégués en Nationale 1B  | aucune descente      |
| Promus de Nationale 1B    | CASG Paris Racing CF |